# Lebia karenia
Lebia (Lebia) karenia – gatunek średniej wielkości chrząszcza z rodziny biegaczowatych i podrodziny Lebiinae.

## Taksonomia
Gatunek opisany został w 1892 roku przez Williama Henry'ego Batesa. Gatunek należy do podrodzaju Lebia sensu stricto i grupy gatunkowej Lebia karenia-group.

## Opis
Wierzchołek ciemnej plamki na pokrywach charakterystycznie kanciasty, a brzegowe pory otoczone małymi, rudymi plamkami. Przedplecze gęsto mikrosiateczkowane. Aedeagus lekko rozszerzony, zaostrzony na wierzchołku o wewnętrznym woreczku (internal sac) z trzema ząbkowanymi sklerytami. Podane cechy pozwalają na odróżnienie tego gatunku od innych papuańsko-australijskich przedstawicieli grupy gatunków L. karenia-group.

## Występowanie
Gatunek występuje w Indiach, Birmie oraz Tajlandii.